# Кирил Скопски
Кирил е православен български просветен деец и духовник, скопски (1872 – 1875) и видински митрополит (1891 – 1914) на Българската екзархия.

## Биография
Роден е на 15 юли 1832 гoдина като Коста Стоичков в бедно семейство в Берковица, тогава в Османската империя. Учи в местното килийно училище. Малък остава пълен сирак и постъпва като послушник в Чипровския манастир „Свети Йоан Рилски“. През 1857 година е постриган в монашество с името Кирил. Няколко месеца по-късно е ръкоположен и в йеродяконски чин. През 1858 година Кирил заминава за град Карловци, Австро-Унгария, където 4 години учи в местната сръбска духовна семинария и поддържа контакти с българската емиграция.
През лятото на 1863 година се завръща в българските земи. Още при слизането му от кораба във Видин е арестуван по настояване на митрополит Паисий Видински. При обиск откриват у него книга, описваща историята за царуването на българския цар Иван Асен II, което става повод да го изпратят в столицата Цариград и да го изправят пред патриаршески съд. Осъден е на 3 години заточение и е изпратен в Сивас, Мала Азия.
След като е освободен през 1866 година, Кирил се установява в Тулча, където до 1870 година работи като учител, а заедно с това служи и като дякон в тамошната църква „Свети Георги“. През 1870 година е ръкоположен за йеромонах, а скоро е възведен и в архимандритски чин и назначен за председател на българската църковна община в Силистра.
След учредяването на Българската екзархия, е повикан в Цариград. В 1872 година в катедралата „Свети Стефан“ е ръкоположен в епископски сан с титлата белоградчишки от екзарх Антим I в съслужение с митрополитите Доситей Самоковски, Партений Нишавски и Доротей Софийски и е назначен за викарий на Видинската митрополия, където остава до 1874 година.
От юли 1874 година епископ Кирил е управляващ Скопската епархия. На 23 юли 1875 година е избран за скопски митрополит. През 1877 година, след започването на Руско-турската война, митрополит Кирил е принуден да напусне Скопие, като първоначално се установява в Цариград, а след това в София като митрополит на разположение на Светия синод. Участва в организацията на Кресненско-Разложкото въстание заедно с митрополит Натанаил Охридски.
От 1887 година, след отстраняването на митрополит Мелетий Софийски, е управляващ Софийската епархия. След смъртта на видинския митрополит и бивш екзарх Антим, от края на 1888 година е управляващ Видинската епархия.
На 17 февруари 1891 година е избран, а на 21 март и канонически утвърден за видински митрополит. Като митрополит във Видин обновява клира на епархията и възобновява строежа на църкви. Отнася се строго към свещениците, от които изисква достойно поведение и изряден външен вид. Работи за развитието на църковно-просветното дело в епархията. През 1902 година дарява 50 000 лева за построяването на сградите на Софийската духовна семинария.
Умира във Видин на 21 май 1914 година. Погребан е до катедралния храм „Свети Димитър“.

## Памет
Митрополит Кирил Видински е удостоен посмъртно със званието „Почетен гражданин на град Видин и на общината“ на 2 октомври 2020 година. Почетният знак е връчен на митрополит Даниил Видински на тържественото заседание на Общинския съвет по случай празника на града Димитровден.
На Кирил Видински е наречена улицата, водеща към Софийската духовна семинария в квартал „Лозенец“ (Карта).